# Daddy's Double
Daddy's Double er en amerikansk stumfilm fra 1910 af Lloyd B. Carleton.

## Medvirkende
- Frank H. Crane som Mr. Post
- Fred Santley som Hal Dunton
- Isabelle Daintry som Sue Post